# مرکز پمپیدو-متس
مرکز پمپیدو-متس (انگلیسی: Centre Pompidou-Metz) موزهٔ هنر معاصر‌در شهر متس، پایتخت لورن فرانسه است. این بنا شعبه‌ای از مرکز ملی هنر و فرهنگ ژرژ پمپیدو پاریس است و نمایشگاه‌های دائمی و موقتی از کلکسیون بزرگ موزه ملی هنر مدرن برگزار می‌کند که بزرگترین مجموعه هنر قرون بیستم و بیست‌ویکم در اروپا است. این موزه با ۵۰۰۰ مترمربع زیربنا در سه تالار بزرگترین فضای موزه‌ای موقت فرانسه بیرون پاریس است. فاز اول فضای یادمانی را معمار ژاپنی شیگرو بان طراحی کرده‌است. رئیس‌جمهور فرانس نیکولا سارکوزی در ۱۲ مه ۲۰۱۰ موزه را افتتاح کرد.
بنای این موزه برای سقف شاخصش، که یکی از بزرگترین و پیچیده‌ترین سقف‌های ساخته‌شده تاکنون است شناخته می‌شود. شیگرو بن طرح این سقف را از کلاهی چینی که در پاریس پیدا کرد الهام گرفته‌است.